# Reuilly (Indre)
Reuilly é uma comuna francesa na região administrativa do Centro, no departamento de Indre. Estende-se por uma área de 25,8 km². Em 2010 a comuna tinha 2 056 habitantes (densidade: 79,7 hab./km²).